# عبد الله البلادي البوشهري
السيد عبد الله بن أبي القاسم بن عبد الله الموسوي البلادي البهبهاني البوشهري (1291 هـ - 1372 هـ). هو رجل دين ونسَّابة شيعي إيراني من أصل عربي بحراني إذ تعود أصوله لقرية البلاد القديم، لذا يُقال له البلادي، وأما البهبهاني فنسبة إلى بهبهان، والبوشهري نسبة إلى بوشهر.

## ولادته ونشأته
كانت ولادته بمدينة النجف سنة 1291 هـ، وقد التقى بجمال الدين الأسد آبادي في الثانية عشرة من عمره، وقد درس في بوشهر - بالإضافة إلى الدراسة الحوزوية - اللغة الإنگليزية والطب وعلم النجوم والهيئة. كما درس سنين عديدة في النجف وحضر دروس البحث الخارج سنين عديدة عند الآخوند الخراساني ومحمد كاظم الطباطبائي اليزدي، ونال درجة الإجتهاد سنة 1324 هـ.

## وفاته
في الثالث والعشرين من محرم 1373 هـ أُصيب بالإنفلونزا، ثم توفي إثر سكتة قلبية.

## مؤلفاته
| - السحاب اللآلي في المطالب العوالي. كشكول في مجلدين. - تذكرة الألباب في الأنساب. - الغيث الزابد في ذرية محمد العابد. - كشف الأسرار في قدح جمع من الرجال. ذكره الطهراني في موضعين من الذريعة؛ مرَّة بعنوان رجال السيد عبد الله ابن أبي القاسم الموسوي البهبهاني البوشهري، ومرَّة بعنوان كشف الأسرار. - روح النور في معرفة الرب الغفور. - المأثور من الدين في تحذير نساء المسلمين. - الخطب الأربعة. - المقالات العشر في السياسة الإسلامية. - النجمية المثلثة. ذكرها الطهراني قائلاً عنها: ”ثلاث مسائل من مقدمات علم النجوم“. - فوائد الموائد. ذكرها الطهراني قائلاً عنها: ”في الأطعمة والأشربة وآداب الأكل والشرب وأحاديثهما“. - مظهر الأنوار في أحوال الأئمة الأطهار. باللغة الفارسية. - طرق الواعظ في المواعظ. بالفارسية ويقع في ثلاثين مجلساً. - محفظة الأنوار في شرح بعض كلمات القصار. شرح على نهج البلاغة ذكره الطهراني في موضعين من الذريعة؛ مرّة بعنوان شرح النهج، ومرَّة بعنوانه الواقعي. - رومان فارسى. - مشجر النسب. - رسالة في الصلاة في العرفات وبيان أحكامها. - سراج الصراط. | - وجوب با برهان تحجب نسوان. رسالة في الحجاب ووجوبه في الإسلام. - البصر الحديد في معرفة الهيئة على الطراز الجديد. باللغة العربية. - الهيئة الجديدة. ترجمة فارسية لكتابه البصر الحديد. - الهدهدية. منظومة فارسية في قصة مرأة وزوجها. - الخلواتية. - إيقاظ الحبيب في مظالم الصليب. - رحلة الحرمين. - مقامع حديد يا زاجر قوم جديد. - المسائل الأربعة الكلامية. بالفارسية. - راحلة الجنان في أعمال الملوان. - الدعوات النوريات. - سدول الجلباب في فوائد الحجاب. - السوانح واللوائح. - كتاب الأبرار. ذكره الطهراني قائلاً عنها: ”فيه ثلاثة وثلاثون فصلاً، في ترجمة نفسه وشرح أحواله وتراجم مشايخه“. - كتاب تكوينى. - اللائحة الجهادية. - الزلال المعين في الأحاديث الأربعين. ذكره محسن الأمين في أعيان الشيعة، وآغا بزرگ الطهراني في الذريعة. - الفصول الخمسة. بالفارسية في الأخلاق. |

### كتب
- الذريعة إلى تصانيف الشيعة. آغا بزرگ الطهراني، طبع بيروت - لبنان، تاريخ الطبع مفقود، منشورات دار الأضواء.
- أعيان الشيعة. محسن الأمين، طبع بيروت - لبنان، تاريخ الطبع مفقود، منشورات دار التعارف.

### إشارات مرجعية
1. 1 2  
الأمين، محسن. أعيان الشيعة - ج2. ص. 112. مؤرشف من الأصل في 2019-12-09.
2. 1 2  سید عبدالله بلادی بوشهری[وصلة مكسورة] (بالفارسية) "نسخة مؤرشفة". مؤرشف من الأصل في 2016-08-28. اطلع عليه بتاريخ 2013-04-03.{{استشهاد ويب}}:  صيانة الاستشهاد: BOT: original URL status unknown (link)
3. ↑  
الطهراني، آغا بزرگ. الذريعة إلى تصانيف الشيعة - ج12. ص. 150. مؤرشف من الأصل في 2019-06-25.
4. ↑  
الطهراني، آغا بزرگ. الذريعة إلى تصانيف الشيعة - ج4. ص. 28. مؤرشف من الأصل في 2020-01-11.
5. ↑  
الطهراني، آغا بزرگ. الذريعة إلى تصانيف الشيعة - ج16. ص. 84. مؤرشف من الأصل في 2020-01-11.
6. ↑  
الطهراني، آغا بزرگ. الذريعة إلى تصانيف الشيعة - ج10. ص. 127. مؤرشف من الأصل في 2020-03-28.
7. ↑  
الطهراني، آغا بزرگ. الذريعة إلى تصانيف الشيعة - ج18. ص. 13. مؤرشف من الأصل في 2020-03-28.
8. ↑  
الطهراني، آغا بزرگ. الذريعة إلى تصانيف الشيعة - ج11. ص. 265. مؤرشف من الأصل في 2020-03-28.
9. ↑  
الطهراني، آغا بزرگ. الذريعة إلى تصانيف الشيعة - ج19. ص. 17. مؤرشف من الأصل في 2020-03-28.
10. ↑  
الطهراني، آغا بزرگ. الذريعة إلى تصانيف الشيعة - ج7. ص. 187. مؤرشف من الأصل في 2020-03-28.
11. ↑  
الطهراني، آغا بزرگ. الذريعة إلى تصانيف الشيعة - ج21. ص. 392. مؤرشف من الأصل في 2020-03-28.
12. ↑  
الطهراني، آغا بزرگ. الذريعة إلى تصانيف الشيعة - ج24. ص. 73. مؤرشف من الأصل في 2020-03-14.
13. ↑  
الطهراني، آغا بزرگ. الذريعة إلى تصانيف الشيعة - ج16. ص. 361. مؤرشف من الأصل في 2020-01-11.
14. ↑  
الطهراني، آغا بزرگ. الذريعة إلى تصانيف الشيعة - ج21. ص. 167. مؤرشف من الأصل في 2020-01-11.
15. ↑  
الطهراني، آغا بزرگ. الذريعة إلى تصانيف الشيعة - ج15. ص. 163. مؤرشف من الأصل في 2020-03-28.
16. ↑  
الطهراني، آغا بزرگ. الذريعة إلى تصانيف الشيعة - ج14. ص. 134. مؤرشف من الأصل في 2020-03-28.
17. ↑  
الطهراني، آغا بزرگ. الذريعة إلى تصانيف الشيعة - ج20. ص. 152. مؤرشف من الأصل في 2020-03-14.
18. ↑  
الطهراني، آغا بزرگ. الذريعة إلى تصانيف الشيعة - ج11. ص. 306. مؤرشف من الأصل في 2020-01-11.
19. ↑  
الطهراني، آغا بزرگ. الذريعة إلى تصانيف الشيعة - ج21. ص. 45. مؤرشف من الأصل في 2020-03-28.
20. ↑  
الطهراني، آغا بزرگ. الذريعة إلى تصانيف الشيعة - ج15. ص. 82. مؤرشف من الأصل في 2020-03-28.
21. ↑  
الطهراني، آغا بزرگ. الذريعة إلى تصانيف الشيعة - ج12. ص. 158. مؤرشف من الأصل في 2020-03-28.
22. ↑  
الطهراني، آغا بزرگ. الذريعة إلى تصانيف الشيعة - ج25. ص. 31. مؤرشف من الأصل في 2020-01-11.
23. ↑  
الطهراني، آغا بزرگ. الذريعة إلى تصانيف الشيعة - ج3. ص. 126. مؤرشف من الأصل في 2020-03-14.
24. ↑  
الطهراني، آغا بزرگ. الذريعة إلى تصانيف الشيعة - ج25. ص. 257. مؤرشف من الأصل في 2020-03-28.
25. ↑  
الطهراني، آغا بزرگ. الذريعة إلى تصانيف الشيعة - ج25. ص. 201. مؤرشف من الأصل في 2020-03-28.
26. ↑  
الطهراني، آغا بزرگ. الذريعة إلى تصانيف الشيعة - ج7. ص. 251. مؤرشف من الأصل في 2020-03-28.
27. ↑  
الطهراني، آغا بزرگ. الذريعة إلى تصانيف الشيعة - ج2. ص. 503. مؤرشف من الأصل في 2020-01-09.
28. ↑  
الطهراني، آغا بزرگ. الذريعة إلى تصانيف الشيعة - ج10. ص. 168. مؤرشف من الأصل في 2020-03-28.
29. ↑  
الطهراني، آغا بزرگ. الذريعة إلى تصانيف الشيعة - ج22. ص. 14. مؤرشف من الأصل في 2020-03-28.
30. ↑  
الطهراني، آغا بزرگ. الذريعة إلى تصانيف الشيعة - ج20. ص. 335. مؤرشف من الأصل في 2020-03-28.
31. ↑  
الطهراني، آغا بزرگ. الذريعة إلى تصانيف الشيعة - ج10. ص. 57. مؤرشف من الأصل في 2020-01-11.
32. ↑  
الطهراني، آغا بزرگ. الذريعة إلى تصانيف الشيعة - ج8. ص. 203. مؤرشف من الأصل في 2020-03-14.
33. ↑  
الطهراني، آغا بزرگ. الذريعة إلى تصانيف الشيعة - ج12. ص. 154. مؤرشف من الأصل في 2020-01-11.
34. ↑  
الطهراني، آغا بزرگ. الذريعة إلى تصانيف الشيعة - ج12. ص. 255. مؤرشف من الأصل في 2020-01-11.
35. ↑  
الطهراني، آغا بزرگ. الذريعة إلى تصانيف الشيعة - ج17. ص. 262. مؤرشف من الأصل في 2020-03-28.
36. ↑  
الطهراني، آغا بزرگ. الذريعة إلى تصانيف الشيعة - ج1. ص. 47. مؤرشف من الأصل في 2020-01-11.
37. ↑  
الطهراني، آغا بزرگ. الذريعة إلى تصانيف الشيعة - ج18. ص. 266. مؤرشف من الأصل في 2020-01-11.
38. ↑  
الطهراني، آغا بزرگ. الذريعة إلى تصانيف الشيعة - ج12. ص. 46. مؤرشف من الأصل في 2020-03-28.
39. ↑  
الطهراني، آغا بزرگ. الذريعة إلى تصانيف الشيعة - ج16. ص. 240. مؤرشف من الأصل في 2020-03-28.